# 马克萨斯岛钝塘鳢
马克萨斯岛钝塘鳢（学名：Amblyeleotris marquesas），为輻鰭魚綱鰕虎鱼目鰕虎亞目鰕虎科鈍塘鱧屬下的一个种，该物种主要分布于中太平洋海域，体长可达7.5公分。

## 扩展阅读
- 維基物種上的相關：马克萨斯岛钝塘鳢
- WoRMS数据：http://www.marinespecies.org/aphia.php?p=taxdetails&id=278972 （页面存档备份，存于）